# Olympische Sommerspiele 2024/Teilnehmer (Bermuda)
| Gelbes Symbol für Goldmedaillen mit stilisierten Olympischen Ringen | Graues Symbol für Silbermedaillen mit stilisierten Olympischen Ringen | Braundes Symbol für Bronzemedaillen mit stilisierten Olympischen Ringen |
| ------------------------------------------------------------------- | --------------------------------------------------------------------- | ----------------------------------------------------------------------- |
| —                                                                   | —                                                                     | —                                                                       |

Bermuda nahm an den Olympischen Spielen 2024 vom 26. Juli bis zum 11. August 2024 in Paris teil. Es war die insgesamt 20. Teilnahme an Olympischen Sommerspielen.

## Teilnehmer nach Sportarten

### Leichtathletik
Springen und Werfen
| Athleten            | Wettbewerb | Qualifikation | Qualifikation | Finale        | Finale        | Rang |
| Athleten            | Wettbewerb | Weite/Höhe    | Rang          | Weite/Höhe    | Rang          | Rang |
| ------------------- | ---------- | ------------- | ------------- | ------------- | ------------- | ---- |
| Männer              |            |               |               |               |               |      |
| Jah-Nhai Perinchief | Dreisprung | 16,23 m       | 28            | ausgeschieden | ausgeschieden | 28   |

### Rudern
Über die amerikanische Qualifikationsregatta in Rio de Janeiro erhielt Bermuda einen Startplatz im Einer der Männer.
| Athleten      | Wettbewerb | Vorlauf     | Vorlauf | Vorlauf       | Hoffnungslauf / Viertelfinale | Hoffnungslauf / Viertelfinale | Hoffnungslauf / Viertelfinale | Halbfinale  | Halbfinale | Halbfinale    | Finale      | Finale | Rang |
| Athleten      | Wettbewerb | Zeit        | Rang    | Qualifikation | Zeit                          | Rang                          | Qualifikation                 | Zeit        | Rang       | Qualifikation | Zeit        | Rang   | Rang |
| ------------- | ---------- | ----------- | ------- | ------------- | ----------------------------- | ----------------------------- | ----------------------------- | ----------- | ---------- | ------------- | ----------- | ------ | ---- |
| Männer        |            |             |         |               |                               |                               |                               |             |            |               |             |        |      |
| Dara Alizadeh | Einer      | 7:23,70 min | 5       | Hoffnungslauf | 7:17,05 min                   | 3                             | Halbfinale E/F                | 7:33,38 min | 1          | E-Finale      | 7:03,12 min | 4      | 28   |

### Schwimmen
| Athleten    | Wettbewerb   | Vorlauf     | Vorlauf | Halbfinale    | Halbfinale    | Finale        | Finale        | Rang |
| Athleten    | Wettbewerb   | Zeit        | Rang    | Zeit          | Rang          | Zeit          | Rang          | Rang |
| ----------- | ------------ | ----------- | ------- | ------------- | ------------- | ------------- | ------------- | ---- |
| Frauen      |              |             |         |               |               |               |               |      |
| Emma Harvey | 100 m Rücken | 1:01,47 min | 23      | ausgeschieden | ausgeschieden | ausgeschieden | ausgeschieden | 23   |
| Männer      |              |             |         |               |               |               |               |      |
| Jack Harvey | 100 m Rücken | 55,78 s     | 39      | ausgeschieden | ausgeschieden | ausgeschieden | ausgeschieden | 39   |

### Segeln
Bei den Panamerikanischen Spielen 2023 gewann Bermuda einen Startplatz für den Laser Radial Wettbewerb der Frauen.
| Athleten            | Wettbewerb   | Qualifikation | Qualifikation | Medal Race    | Medal Race    | Punkte | Rang |
| Athleten            | Wettbewerb   | Punkte        | Rang          | Punkte        | Rang          | Punkte | Rang |
| ------------------- | ------------ | ------------- | ------------- | ------------- | ------------- | ------ | ---- |
| Frauen              |              |               |               |               |               |        |      |
| Adriana Penruddocke | Laser Radial | 226           | 36            | ausgeschieden | ausgeschieden | 226    | 36   |

### Triathlon
Über die olympische Qualifikationsrangliste konnten sich zwei Frauen aus Bermuda qualifizieren. Zudem erhielt man eine Wildcard für den Wettbewerb bei den Männern.
| Athleten     | Wettbewerb | Zeit      | Rang |
| ------------ | ---------- | --------- | ---- |
| Frauen       |            |           |      |
| Flora Duffy  | Einzel     | 1:56:12 h | 5    |
| Erica Hawley | Einzel     | 2:02:55 h | 41   |
| Männer       |            |           |      |
| Tyler Smith  | Einzel     | 1:51:59 h | 48   |